# 銃殺刑

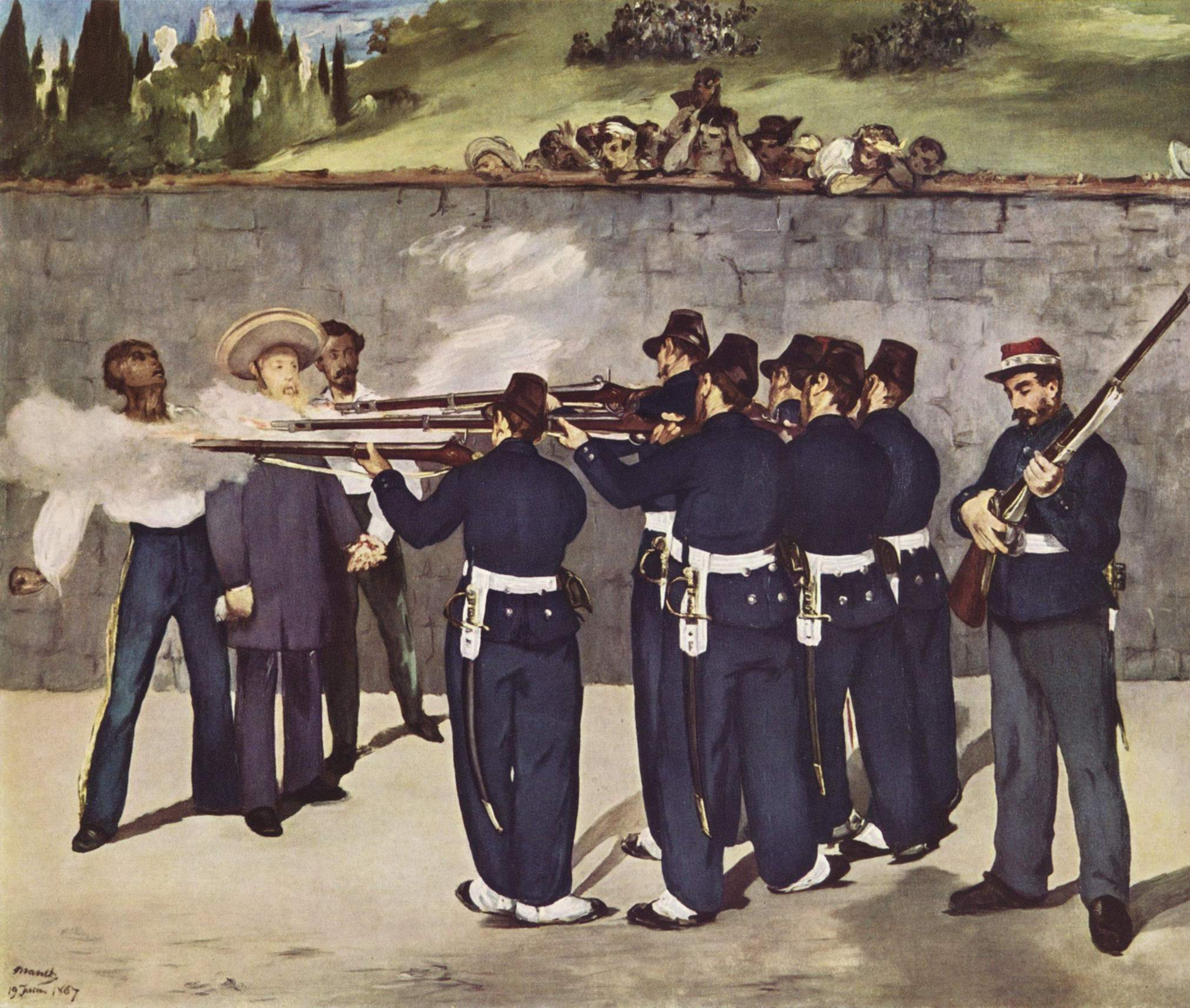
エドゥアール・マネ作『皇帝マキシミリアンの処刑』。　メキシコ皇帝マクシミリアンは1867年失脚し銃殺刑に処された。

銃殺刑（じゅうさつけい）は、銃撃することで被刑者を射殺する処刑方法である。

## 概要
銃殺刑には軍法に基づいて開かれた軍法会議による判決によって行われる銃殺刑と、通常の刑法に基づいて開かれた裁判による判決によって行われる銃殺刑とがある。現在では通常の刑法による刑事罰として銃殺刑を採用している国は非常に少なく、ほとんどが軍隊における処断である。
欧州連合（EU）加盟国は通常犯罪に関する死刑制度は全加盟国が廃止しているが、戦時の際の死刑については権利として認められていることから、軍法上の銃殺刑が存続している国もある。しかし、EU加盟国でこの権利を根拠とした銃殺刑が実施された事例は今のところない。近年は、戦時や軍法からも死刑を廃止する国が増えている。
銃殺刑は軍法違反者への最高刑罰であり、軍人に対する最も一般的な死刑である。銃殺刑になった軍人は戦死とは扱われず給料も支払われず遺族への年金も支給されない。また戦死者が埋葬される国営墓地などにも入れない。旧日本軍においては銃殺刑になった軍人は靖国神社に祀られなかった。一方、上級階級の軍人を辱める処刑を行う際には、銃殺刑ではなく絞首刑が用いられた。第二次世界大戦後、連合国は戦犯者とされた枢軸国側の主な軍人の処刑には絞首刑を用い、「何故、銃殺の名誉を与えないのか」などと批判された（例えば、本間雅晴は軍人としての名誉を重んじられ、軍服着用を認められた上で銃殺刑に処されているが、山下奉文だけは囚人服姿で絞首刑にされている）。またヒトラーも暗殺計画に関わった軍人を絞首刑などに処している。ポーランド、ソビエト連邦、デンマーク、ノルウェーなどでは第二次世界大戦後の戦争犯罪者の処刑に銃殺を用いていた。
この他、ナチス・ドイツにおいては処刑方法として銃殺刑以外にギロチンによる斬首や絞首刑が行われていた（ナチス政権下では銃殺刑よりも絞首刑の方が残酷極まりない刑罰との考え方があったため、自分が絞首刑になると聞いて名誉ある銃殺を願うが通らず、服毒自殺したヘルマン・ゲーリングなどの幹部がいる）。レーニン時代のチェーカー、スターリン時代の大粛清においても銃殺刑が用いられており（ただし、厳密にいえばこれは拳銃で後頭部を撃ち抜く射殺（Execution by shooting）にあたり、ソビエト連邦の崩壊後も死刑を廃止した近年までロシア連邦において行われていた。）、恐怖政治の象徴として認識される側面もある。
軍法による銃殺刑は自国の軍人だけでなくゲリラ活動を行った者などに対しても行われる。ゲリラや、占領地で反抗的な行動をした（と事実の如何に関らず占領地の軍が判断した場合も含む）住民に対して見せしめとして公開処刑で執行される場合もあるが、このような行為は国際法（条約）違反であり、条約批准国の軍人が行えば軍法会議によって重い刑罰を科せられ、銃殺刑になる場合もある。また、条約を批准していない国の軍人が行った場合でも交戦国が条約批准国だった場合には相手国の軍法会議によって銃殺刑にされる場合がある。
また、中国や北朝鮮などでは、軍隊が司法警察権と司法裁判権を持っている（逮捕、裁判、刑執行を全て軍隊が行ってしまう）場合があり、軍隊が逮捕し軍法会議によって死刑判決が出た場合に銃殺刑を用いている。銃殺刑においてしばしば公開処刑としていることが多く、国家権力が犯罪抑止の一環として行うケースも見られる。

## 銃殺隊

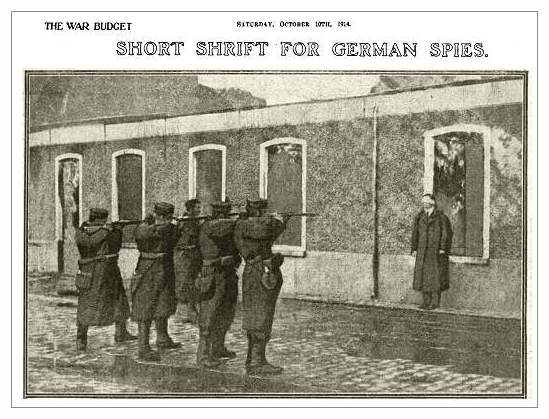
1914年10月の新聞から、第一次大戦時、目隠しして壁に立ち、ベルギー軍銃殺隊に処刑されるドイツのスパイ。実際には、新聞記者がスパイ役となり再現した写真であったが、スパイの処刑を描いた写真として戦時下広く流布した。

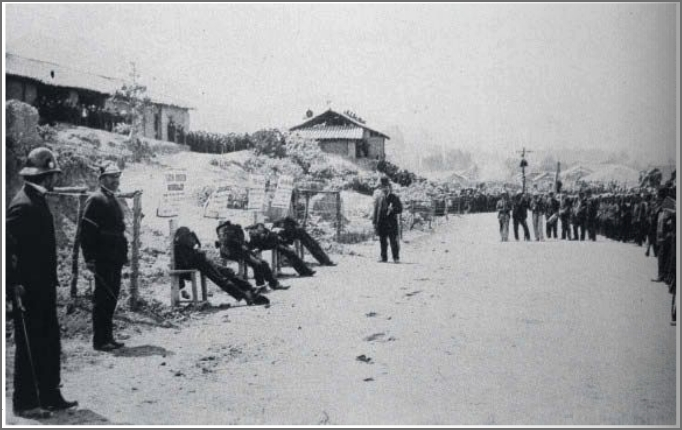
1906年、コロンビアで銃殺後に晒される刑死者の遺体。

銃殺隊（firing squad）は数人の兵士で構成され、刑の対象となる人物に向けて同時に射撃を行うことにより刑が執行される。数人が一斉射撃することにより、一人で射撃する場合（銃殺、射殺）に伴う射殺失敗を防ぐことが出来、また銃殺隊のうち誰が致命傷となる弾丸を撃ったのか分からなくて済むという効果もある。
処刑される人物は通常、目隠しを顔に巻きつけられたり頭にフードをかぶせられたりするか、あるいは動けない様に縛られるなど拘束される。銃殺隊の前に立たされることもあれば、座ったまま射殺されることもある。
場合によっては、銃殺隊のうち一人だけに実包の代わりに空包を装填した銃が渡されることがあるが、誰に空包入りの銃が渡されたかは決して明らかにされない。これは、銃殺隊の一人ひとりの心の負担や罪悪感を軽くし、処刑に当たって隊員が動揺するなどの事態を防ぐためとされている。銃殺隊員たちは処刑後に「自分の銃は空砲だったかもしれない、自分は殺さなかったかもしれない」と考えることができ、他の隊員に責任転嫁をすることもできる。もっとも、射撃に熟練した兵士は反動の大小で実包と空包の違いを判断することは出来るが、後々の心理的な利益のために射撃時の反動に注意を払わなかったり、後で「あの反動は空包のものだった」と思い込んだりすることがある。
銃殺隊による銃殺刑は銃による他の処刑、たとえば拳銃で首の後ろを撃つ射殺などとは区別される。だが、こうした拳銃によるとどめの一撃（情けの一撃、フランス語: Coup de grâce）は銃殺隊による銃殺と共に使われることがある。例えば、銃殺隊の一斉射撃で即死していなかった場合、拳銃で止めが刺される。ほかにも一斉射撃の後で処刑を確実なものとするため銃殺隊長が必ず拳銃で止めを刺す場合もある。

## 軍隊における銃殺刑

### アメリカ軍の銃殺刑
現代のアメリカ軍では、死刑を注射刑としており軍法上も銃殺刑は無い。
1976年以降軍法会議にて死刑判決を受けているのは7名しかおらず、死刑執行は1961年4月以来行われていない。1961年4月に行われた最後の死刑執行は強姦と計画殺人未遂罪であり絞首刑が執行された。

### 旧日本軍の銃殺刑
旧日本軍における死刑の執行は銃殺刑であった。すなわち陸軍刑法21条に「陸軍ニ於テ死刑ヲ執行スルトキハ陸軍法衙ヲ管轄スル長官ノ定ムル場所ニ於テ銃殺ス」。海軍もこれに準じて、海軍刑法16条に「海軍ニ於テ死刑ヲ執行スルトキハ海軍法衙ヲ管轄スル長官ノ定ムル場所ニ於テ銃殺ス」。その方法は、処刑者の眼を布で縛るか、顔全体を覆う麻袋を頭から被せた上で立たせ、これに対し将校または下士官の指揮する1部隊の一斉射撃をもってされた。

## 軍隊以外に適用される銃殺刑

### 中国(中華人民共和国)
21世紀初頭現在の中国では世界で最も多くの死刑が執行されており、一般犯罪者の死刑執行に銃殺が行われる場合があり、まれに一般公開もされていた。2008年の北京夏季オリンピックを前にして、国際世論、特に死刑制度を廃止している欧州諸国からの批判をかわすため、オリンピック直前に廃止され、現代では行われていない。受刑者は後ろ手に縛られ、身動きが出来ないように二人がかりで座らせられた後、後ろからライフル銃で後頭部または胸部を撃たれて処刑される。
また、2020年12月時点で、昆明・長沙・成都・北京・深圳・上海・広州・南京・重慶・杭州・瀋陽・大連・鞍山・平頂山・焦作市・武漢・黒竜江省・ウルムチで執行される場合は、罪種問わず薬殺刑となっている。

### 台湾(中華民国)
台湾を実効支配している中華民国では、中国の旧政権時代から引き続き銃殺刑が用いられている。

### アメリカ
アメリカ合衆国成立後、およびその独立前、1608年から1987年までに142人が判決で銃殺刑に処されたとされる。多くは南北戦争時の脱走兵やスパイだが、一部は軍人ではなく一般の犯罪者である。
ユタ州では長年死刑に銃殺刑が使われ、志願した5人の警官により銃殺隊が組織されていた。2004年に銃殺刑を禁ずる州法が成立したが、それ以前に銃殺刑の判決を受けた死刑囚には遡及しないため、1985年に死刑判決を受け､銃殺刑を求めていたロニー・ガードナー死刑囚に対して、2010年6月18日に1996年以来14年ぶりに執行された。
その他、オクラホマ州では未だ銃殺刑は適用可能だが、現在では薬物注射による処刑（薬殺刑、注射刑）が主流であり、銃殺刑は万一の場合のバックアップとして規定されているに過ぎない（2004年に銃殺刑を禁じたユタ州も2015年3月23日に薬殺刑の執行が不可能である場合に限って認められることとなった。）。
しかし、薬殺刑は失敗すると死刑囚に多くの苦しみを与えることから、死刑賛成の立場からは銃殺刑を復活させようとの意見が聞かれる事がある。
しかしながら、サウスカロライナ州において、2021年5月14日に死刑執行方法を電気椅子だけでなく、銃殺刑も選択可能にする法律が成立している。この法律も、ユタ州やオクラホマ州と同様、薬殺刑が執行不可能である場合に限定しているが、この法律を成立させた背景には、死刑執行用の薬物が入手できず、2011年を最後に執行が出来ない状況があるため、この状況を打破するために施行された。
そして、2022年4月29日にコンビニ強盗目的にコンビニに押し入り、コンビニ店員の銃を奪い、コンビニ店員と銃撃戦の末、コンビニ店員1人を殺害したリチャード・ムーアを銃殺刑で執行する予定であったが、2022年4月20日にサウスカロライナ州最高裁判所により、執行を一時停止している。その後、2024年7月31日にサウスカロライナ州最高裁判所により銃殺刑と電気椅子及び薬物注射による死刑執行が合法であると判決が下され、同年10月4日に死刑執行命令が出され、ムーアに死刑執行方法を同年同月18日までに選択するよう指示され（その日まで選択しない場合は、電気椅子による執行）、18日に薬物注射による執行を選択した。この選択により、同年11月1日18時1分に銃殺刑ではなく薬物注射により執行が開始され、18時24分に死亡が確認された。
その後、2025年3月7日に同州で1週間前に別れた元彼女の両親をバットで殴って殺害し、元恋人を銃器で威嚇して拉致したブラッド・シグモンが、ロニー・ガードナーの執行から15年振りに銃殺によって執行され、アメリカ東部時間18時5分に3人の死刑執行人のライフル銃により心臓を狙う形で執行され、3分後に死亡が確認された。銃殺を選択した理由は、薬物注射は他の執行方法と比べて失敗の可能性が多いこと、電気椅子は「自分を燃やし、生きたまま焼いてしまうだろう」と残忍であることを理由にブラッド・シグモンが拒否したため、消極的な形で選択したからである。

### タイ
タイ・ノンタブリー県にある重罪犯専用のバンクワン刑務所にはタイで唯一の処刑場があり、斬首刑が廃止された1935年から薬殺刑が導入された2003年まで銃殺刑が行われていた。H&K MP5（ドイツ製短機関銃）及びライフル銃が使用され、死刑囚に目隠しをして十字架に対面させ、両手・両足・胴を拘束し背後から射撃するというものだった。

### サウジアラビア
サウジアラビアでは、現在でも主な執行方法として斬首刑であるが、それ以外の死刑の執行方法の1つとして銃殺刑がある。銃殺刑は、死刑執行人によって行われている。その方法は死刑囚の頭に袋をかぶせ、アラーアクバルと唱えながら頭に銃口が触れるほどの至近距離から頭を打ち抜く公開処刑であり、この様子は国営放送で生放送されている。

### インドネシア
インドネシアでは銃殺刑が一般的な執行方法として用いられている。執行方法は、午前0時すぎに空き地に連行され、柱に結び付けられた後に12人で構成される部隊により、約5～10m離れた状態で、発砲し執行する。但し実弾が装填されているのは12人の内3人であり、日本と同様、誰が執行したか分からなくすることにより執行する者への心理的負担を軽減することを目的としている。また、死刑囚は執行の際立つか座るか選択でき、目隠しやフードにより目を覆うかどうかを決めることも出来る。
2008年11月9日には2002年に発生したバリ島爆弾テロ事件 の実行犯3名が銃殺刑に処された。その後、2009年から2012年の間は死刑執行が一時停止されたのちに2013年に再開された。再開後の2013年から2021年6月時点で最後の年となる2016年まで23人が死刑執行されていた。この期間に執行された者の大半は麻薬の密輸に関わった外国人であり、銃殺刑に処されている。また2013年には執行再開に対して、執行停止を求めていたブラジル及びオランダ政府が駐インドネシア大使を召還して抗議を行い、2015年にはオーストラリア政府が死刑囚2人(ヘロイン密輸組織、通称「バリ・ナイン（Bali Nine）」の幹部)の執行停止を求めるなど各国と対立を深めた。この対立の影響か定かではないが、2016年7月29日に薬物関連の罪による4人の執行（内3人はナイジェリア国籍2人とセネガル国籍1人の外国人）を最後に死刑執行はされていない。

### ベトナム
死刑執行例が多い国でもあり、麻薬密売人などに対して銃殺刑が行われた事例もある。実際の執行数は日本を上回るといわれ、2018年の死刑執行数は少なくとも85件あった。かつては銃殺刑で執行されていたが、2011年7月に刑法改正により薬殺刑に変更され、2013年8月6日にハノイ市で強盗殺人の罪で死刑判決を受けた27歳の男性死刑囚が薬殺刑により執行され、ベトナムの薬殺刑死刑囚第1号となった。

### その他
北朝鮮などでは麻薬密売人などに対して用いられることがある。
アラブ諸国ではサウジアラビアだけではなく、イエメンやイラクなどでも執行例がある。
ソマリアではイスラム教過激派などにおいて銃殺刑の執行例があり、公開処刑と行われていた。

## 銃殺刑を受けた有名人物
- ニコライ2世 - ロシア帝国最後の皇帝。退位後、エカテリンブルクで幽閉されている最中、白軍に奪回されるのを恐れた赤軍はレーニンの命令でニコライ一家と従者を銃殺し、遺体を硫酸で焼き一部を焼却して埋めた（ロマノフ家の処刑）。その遺体はソ連崩壊後に発見され、ニコライ2世以外にも多くの皇族が同様に殺害されている。
- マタ・ハリ - 第一次世界大戦のスパイ。
- パトリック・ピアース - アイルランド独立運動家で、イースター蜂起の首謀者の一人。イースター蜂起失敗後の5月3日、軍法会議の判決によって同志のトーマス・マクドナー（英語版）およびトーマス・クラーク（英語版）と共にキルメイナム刑務所にて銃殺される。
- 尹奉吉 - 上海天長節爆弾事件で爆弾を投擲した朝鮮の軍人。金沢に移送され日本軍の軍法会議で銃殺刑の判決を受けた。
- 安藤輝三 - 二・二六事件の首謀者の一人。
- ミハイル・トゥハチェフスキー - ソ連軍の首脳。クーデターを準備したという説がある。スターリンの死去後、名誉を回復される。
- ニコライ・ブハーリン - ソ連の政治家。ペレストロイカ時に名誉回復される。
- 杉本良吉 - ソ連に亡命したが、日本のスパイとして処刑される。
- クラウス・フォン・シュタウフェンベルク - 1944年7月20日のヒトラー暗殺未遂事件の実行犯で、ナチス政権転覆計画の主要メンバーの一人。同日深夜から翌21日未明にかけての即決裁判で、共犯のオルブリヒト、クイルンハイム、ヘフテンの3人と共に銃殺刑を言い渡され、即時執行された。
- エディ・スロヴィク - 第二次世界大戦におけるアメリカ軍脱走兵。南北戦争以降、アメリカにおいて敵前逃亡の罪で銃殺刑に処せられた唯一の人物。
- フリードリヒ・フロム - 上記のヒトラー暗殺計画の関係者4名の即決裁判・処刑を指揮するがヒトラー暗殺計画への関与が疑われ、本人否認のまま1945年3月に銃殺刑となる。
- ピエール・ラヴァル - フランスの首相経験者。ヴィシー政権で3回目の首相となる。1945年10月処刑される。
- ヴィドクン・クヴィスリング - ノルウェーの政治家。1945年、大逆罪で銃殺刑に処せられた。ノルウェーでは、この処刑のためだけに特別に銃殺刑を復活させた。
- 本間雅晴 - 陸軍中将。太平洋戦争時の陸軍第14方面軍司令官。マニラ軍事裁判でバターン死の行進の責任を問われ絞首刑を宣告されたが、後に銃殺刑に変更された。
- 川島芳子 - 第二次世界大戦後、漢奸として中国政府に逮捕され、1948年に処刑された。
- 伊達順之助 - 伊達政宗直系の子孫で1931年に中国に帰化するが、戦犯として1948年に処刑された。
- ラヴレンチー・ベリヤ - ソ連の政治家。
- ウィリアム・アレクサンダー・モーガン - アメリカ人で、キューバ革命に参加するが、社会主義を目指し始めたカストロ政権によって、反乱罪で処刑される。
- ジャン＝マリ・バスティアン＝ティリー（フランス語版） - フランス空軍中佐。アルジェリア戦争にてアルジェリア独立に反対する極右組織OAS（Organisation de l'armée secrète）の主要メンバーで、1962年8月22日のシャルル・ド・ゴール大統領暗殺未遂事件の主犯。
- チェ・ゲバラ - アルゼンチン出身の革命家。キューバ革命の一大功労者。ボリビアでゲリラ闘争中、ボリビア政府軍に逮捕された翌日に処刑された。
- グエン・ヴァン・レム - ベトコンの兵士。南ベトナム軍のグエン・ゴク・ロアンに射殺される場面がエディ・アダムスらにより配信され、ベトナム戦争に対する反戦世論を巻き起こすことになった。アダムスは1969年のピュリツァー賞を受賞している。
- ゲイリー・ギルモア - アメリカの強盗殺人犯。自ら死刑を希望し、1977年にユタ州当局により銃殺刑に処される。ギルモアへの死刑執行は、当時廃止へ向かいつつあったアメリカの死刑制度を復活させるきっかけとなった。
- ニコラエ・チャウシェスク - ルーマニアの元大統領で独裁者。妻のエレナと共に銃殺され、処刑される映像はビデオに撮影され公開された。